# Shizue Natsukawa
Shizue Natsukawa (夏川 静枝 / 夏川 静江 Natsukawa Shizue?, 9 de marzo de 1909 – 24 de enero de 1999) fue una actriz japonesa.

## Carrera
Natsukawa nació en Tokio e hizo su primera aparición en el teatro cuando tenía 7 años. Firmó un contrato con Nikkatsu Corporation en 1927 y alcanzó la fama apareciendo en películas como Kantsubaki y en Tokyo March, que fue dirigido por Kenji Mizoguchi. Se casó con el compositor Nobuo Iida y se retiró de la actuación por un tiempo, volvió al mundo de la actuación apareciendo en la película Kojima no haru, dirigida por Shirō Toyoda. Después de la Segunda Guerra Mundial, Natsukawa pasó a interpretar papeles secundarios.
Tanto su hermano Daijirō Natsukawa como su hija Kahoru Natsukawa, también se volvieron actores.

## Filmografía

### Cine
- The Glow of Life (1918)
- Tokyo March (1929)
- La joven (1937)
- Primavera en la isla de los leprosos (1940)
- Love Letter (1953)
- Be Happy, These Two Lovers (1953)
- Twenty-Four Eyes (1954)
- Shuzenji Monagatari (1955), Hōjō Masako

### Televisión
- Akō Rōshi (1964)

## Enlaces extermps
- Shizue Natsukawa en Internet Movie Database (en inglés).

- Datos: Q11429995
- Multimedia: Shizue Natsukawa / Q11429995